# Sergio Marone
Sergio Passarella Marone (São Paulo, 4 de fevereiro de 1981) é um ator, ativista e apresentador brasileiro. Dentre outros papéis, o que o mais o tornou conhecido entre suas atuações foi sua interpretação de Ramessés II na telenovela brasileira Os Dez Mandamentos, da Record.

## Carreira

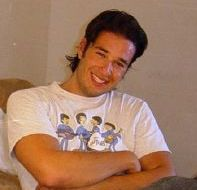
Sergio em 2004.

Estreou na TV em 2001 na novela Estrela-Guia da TV Globo, no papel do misterioso paranormal Santhiago, que protegia a personagem Cristal (Sandy) das armações do vilão Carlos Charles (Rodrigo Santoro). 
Em 2001 ganhou seu primeiro papel numa novela das oito, o Cecéu de O Clone. Na trama, seu personagem começava a se envolver com drogas, porém seus pais o apoiaram e o mesmo não viciou. Seu papel de destaque era por ser amigo de Nando e Mel, personagens centrais do mundo das drogas. A novela foi um sucesso e essa trama envolveu o público de tal maneira que colocou o ator no topo do ranking como quem mais recebia carta no departamento de elenco da TV Globo.
Em 2002 fez sua estreia no teatro na comédia Segredos que só os homens têm adaptada do circuito off broadway por Bruno Mazzeo e Evandro Mesquita, que também dirigiu e atuou no espetáculo que rodou o país nos teatros das principais capitais. Em 2003 viveu o protagonista Victor em Malhação, seriado juvenil da TV Globo. Quando encerrou sua participação no seriado juvenil, voltou para o teatro pra fazer a polêmica comédia de Lauro Cezar Muniz, O Santo Parto dirigida por Luis Artur Nunes, ao lado de Roberto Bomtempo e José de Abreu. e Marcelo Chisssano. Tiveram 5 Indicações para o Prêmio Shell do RJ, o prêmio mais importante do teatro brasileiro e passaram por diversos festivais de teatro como os de Angra e Curitiba. A estreia, no RJ, foi polêmica, saiu na capa dos principais cadernos de cultura dos jornais do país, uma foto do ex- galã de Malhação beijando um outro ator (Roberto Bomtempo), numa das cenas da peça. Em 2005 fez o Rafa, um mergulhador que fica paraplégico na novela Como uma Onda da TV Globo.
Em 2006 encena Escravas do amor, adaptação e direção de João Fonseca das crônicas de Suzana Flag (Nelson Rodrigues) com a Cia Fodidos e Privilegiados. Tiveram 2 indicações ao Prêmio Shell, figurino e direção. Marone co- produziu uma temporada especial de dois meses do espetáculo no teatro Leblon em janeiro e fevereiro de 2007. 
Em 2006, volta para TV fazendo uma participação especial em Cobras & Lagartos, em seus últimos capítulos, interpretando Miguel, um namorado da Letícia (Cleo), formando um triângulo amoroso entre Letícia (Cleo) e Luciano (Carmo Dalla Vecchia). Também em 2006 estreia no cinema no filme Sonhos e Desejos, como Vaslav, um bailarino que abandona a sua arte pra se dedicar à luta contra a ditadura ao lado do amigo Saulo (Felipe Camargo). Dirigido por Marcelo Santhiago, o filme passou por alguns festivais, levando 2 premios no de Gramado. 
Em 2007 ganha o seu primeiro papel de vilão na telenovela Paraíso Tropical das 20hs, da TV Globo. De Gilberto Braga e Ricardo Linhares, direção de Dennis Carvalho. Namorado da doce e batalhadora Joana (Fernanda Machado), Humberto é foragido da polícia. Foi pro RJ pra trabalhar de fachada como garçom e fazer michê nas horas vagas, rato da praia de Copacabana, simpaticão, "duas caras". Ilude Joana até fugir com todo o seu dinheiro, e a deixa na miséria. 
Em 2008 voltou pro teatro com a peça Farsa, coletânea de quatro  pequenas comédias de quatro grandes autores: Tchekhov, Cervantes, Moliére e Martins Pena. Direção de Luis Arthur Nunes com Bianca Biyngton, Claudia Ohana, Luciana Braga, Mario Borges, Marcos Breda e Sergio Marone onde cada um deles fazia quatro personagens diferentes. O espetáculo teve 2 indicações ao Prêmio Shell 2008 e 2 indicações ao Prêmio APTR. 
Em 2008 fez o programa Casos e Acasos uma série de humor semanal da TV Globo. Direção Marcos Shetman, Jayme Monjardim e Carlos Milani. Participou de 5 episódios fazendo 5 personagens diferentes ao lado de nomes como Fulvio Stefanini e Isabela Garcia. 
Em 2009, fez o seu segundo vilão, agora com um tom mais cômico, e a personagem que mais repercutiu na sua carreira televisiva: o Nicholas, da novela Caras & Bocas. Em janeiro e fevereiro de 2010, exatamente uma semana após terminar Caras & Bocas, estreia em SP PLay-Sobre sexo, mentiras e videotape de Rodrigo Nogueira, direção de Ivan Sugahara. Tiveram indicação ao Shell e APTR como melhor texto. Livremente inspirada no filme "Sexo, mentiras e video tape", a peça rodou o país, passando pelas principais praças de teatro até o começo de 2011. 

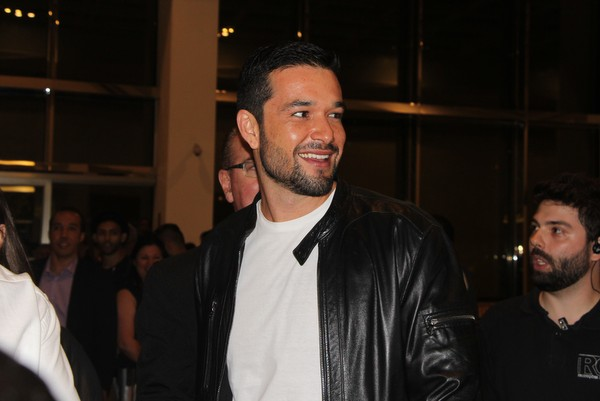
Sergio em 2016.

Em 2011, fez o seu terceiro vilão, Marcos, de Morde & Assopra. Dessa vez o personagem tinha um tom de vilão com mais seriedade. 
Em 2012 mesmo sem contrato com a TV Globo ele faz uma participação na novelinha Malhação onde ele já trabalhou. Apresentou, nos anos de 2012 e 2013, o concurso Miss Brasil, transmitido pela Band. 
Em 2014, integra o elenco de Sexo e as Negas, como Enéas. No mesmo ano foi contratado pela Rede Record, para integrar o elenco de Os Dez Mandamentos, onde despontou no papel do faraó Ramessés. O seu último trabalho foi na novela Apocalipse, onde interpretou o Anticristo com o nome de Ricardo Montana.
Em janeiro de 2017, assumiu interinamente o programa Hoje em Dia, nas férias de César Filho.
Em 2018, o ator anunciou sua saída da RecordTV, depois de três anos de contrato. Ele declarou que seu foco agora é seguir com a carreira de apresentador.
Em 2020, criou o canal Sergio Marone no YouTube com dicas e curiosidades. Em um dos vídeos, por exemplo, ele ensina "como ser uma pessoa mais carismática". 
Em março de 2021, foi contratado pelo SBT para apresentar o talent show Mestres da Sabotagem, versão brasileira do Cutthroat Kitchen.

## Vida pessoal
Em 2023, Marone declarou ser ecossexual.

## Filmografia

### Televisão
| Ano     | Título                        | Personagem                      | Notas                        |
| ------- | ----------------------------- | ------------------------------- | ---------------------------- |
| 2001    | Estrela-Guia                  | Santiago / Fernando Ribeiro     |                              |
| 2001–02 | O Clone                       | Maurício Valverde (Cecéu)       |                              |
| 2003–04 | Malhação                      | Victor Correia Amorin           |                              |
| 2004–05 | Como uma Onda                 | Rafael Prata (Rafa)             |                              |
| 2006    | Cobras & Lagartos             | Miguel                          |                              |
| 2007    | Paraíso Tropical              | Umberto                         |                              |
| 2008    | Casos e Acasos                | Leo                             | Episódio: "A Fuga Arriscada" |
| 2008    | Casos e Acasos                | Jeferson                        | Episódio: "A Garota"         |
| 2008    | Casos e Acasos                | Wilson                          | Episódio: "O Bombeiro"       |
| 2008    | Casos e Acasos                | Pedro                           | Episódio: "O Triângulo"      |
| 2009–10 | Caras & Bocas                 | Nicholas Silveira Lontra (Nick) |                              |
| 2011    | Morde & Assopra               | Marcos de Sousa                 |                              |
| 2012    | Malhação: Intensa como a Vida | Lupe Castanhari (Lobo)          | Episódios: "5–7 de dezembro" |
| 2012–13 | Miss Brasil                   | Apresentador                    |                              |
| 2014    | As Canalhas                   | Cid                             | Episódio: "Laura"            |
| 2014    | O Negócio                     | Billy                           |                              |
| 2014    | Sexo e as Negas               | Enéas                           |                              |
| 2015    | Os Dez Mandamentos            | Ramessés II                     |                              |
| 2017–18 | Apocalipse                    | Ricardo Montana                 |                              |
| 2017    | Hoje em Dia                   | Apresentador                    |                              |
| 2017    | Dancing Brasil                | Apresentador                    |                              |
| 2021–22 | Mestres da Sabotagem          | Apresentador                    |                              |

### Cinema
| Ano  | Título                                   | Papel           | Notas          |
| ---- | ---------------------------------------- | --------------- | -------------- |
| 2006 | O Dono do Mar                            | —               |                |
| 2006 | Sonhos e Desejos                         | Vaslav          |                |
| 2009 | Flordelis - Basta uma Palavra para Mudar | Alan            |                |
| 2012 | Penetras de Luxo                         | Sergio Augusto  | Curta-metragem |
| 2014 | Prometo Um Dia Deixar Essa Cidade        | Hugo            |                |
| 2016 | Os Dez Mandamentos                       | Ramessés        |                |
| 2016 | O Jovem Messais                          | José (voz)      | Dublagem       |
| 2017 | My Little Pony: O Filme                  | Rei Storm (voz) | Dublagem       |
| 2019 | Jesús de Nazareth: La Película           | Pôncio Pilatos  |                |
| 2021 | Jesus Kid                                | Eugênio         |                |
| 2023 | Bala Sem Nome                            | Lúcio           |                |

## Prêmios e indicações
| Ano  | Prêmio                        | Categoria            | Trabalho           | Resultado |
| ---- | ----------------------------- | -------------------- | ------------------ | --------- |
| 2015 | Prêmio F5                     | Ator do ano          | Os Dez Mandamentos | Venceu    |
| 2016 | Troféu Internet               | Melhor Ator          | Os Dez Mandamentos | Indicado  |
| 2023 | Festival Sesc Melhores Filmes | Melhor Ator Nacional | Jesus Kid          | Pendente  |